# Organizații ale românilor din străinătate
Organizații ale românilor din străinătate:
- Liga Studenților Români din Străinătate
- Comunitatea românilor din Spania
- Comitetul Național Român (1948), SUA
- Comitetul Național Român (1975), Franța
- Liga Românilor Liberi
- Centrul Cultural Românesc din Londra

Defuncte
- ACARDA (Asociația Culturală a Românilor din Anglia) - din anii 1950
- UMRL (Uniunea Mondială a Românilor Liberi) - din 1984